# 吊り落とし
吊り落とし（つりおとし）とは、相撲の決まり手の一つである。正面から相手の体を吊り上げ、その場に落として倒す技。
昭和時代には吊り技の名手として知られた陸奥嵐幸雄（宮城野部屋）が使ったことで知られていて、横綱時代前半までの朝青龍がよく使用していた。朝青龍が多用するまでは、幕内でも5年～10年に1度出るか出ないかといった頻度の技であった。
なお、2000年12月の決まり手の追加で送り吊り落としが登場する前は背後から相手を吊り上げて、その場に落とす技も「吊り落とし」の範疇に含まれていた。1989年11月場所5日目に千代の富士が寺尾に「吊り落とし」で勝利しているが、千代の富士が寺尾の背後に回って吊り落としを決めたもので、現在なら「送り吊り落とし」に相当する技となる。
2021年3月場所9日目には、168cmの98kg炎鵬晃が、自身より66kg重い182cm、164kgの天空海翔馬を懐に潜り込んで肩に乗せる形でこの技で仕留めている。
なお岡村賢二の漫画「ごっつぁんです」では前頭筆頭の後藤丸がこの決まり手で横綱大龍を破り優勝している。このほかにも横綱東翔山、関脇大門寺が決めるシーンもある。
古文書では、現在の吊り落としに相当する技は「胴突き（どうづき）」と呼ばれていた。